# Arnaldo Novelletto
Arnaldo Novelletto (Rieti, 15 agosto 1931 – Roma, 30 gennaio 2006) è stato uno psicoanalista italiano.
Noto per i suoi studi sulle problematiche adolescenziali, viene oggi riconosciuto, assieme a Tommaso Senise, come uno dei padri fondatori della psicoanalisi dell’adolescenza italiana avendo introdotto lo specifico funzionamento psichico del soggetto adolescente rispetto a quello infantile e a quello adulto..

## Biografia
Laureatosi in medicina e chirurgia nel 1954 ed ottenuta la specializzazione in neuropsichiatria nel 1958, si recò a Parigi come assistant etranger presso la clinica di neuropsichiatria infantile allora diretta dal professor Heuyer. Qui conobbe Serge Lebovici che nel 1984 lo invitò a rappresentare l’Italia presso la fondazione dell'International Society for Adolescent Psychiatry (ISAP) a Parigi nel 1984, di cui divenne in seguito vicepresidente.
È stato membro ordinario con funzioni di training della Società Psicoanalitica Italiana, professore associato di neuropsichiatria infantile all’università di Roma La Sapienza, fondatore e presidente dell’Associazione Romana per la Psicoterapia dell’Adolescenza (Arpad), direttore dell’Osservatorio sul disagio adolescenziale del Comune di Roma.
Ha creato e diretto la rivista Adolescenza e psicoanalisi e fu curatore della collana specialistica di volumi La mente adolescente presso la casa editrice Borla. 
Ha avviato i convegni nazionali di psicoterapia dell’adolescenza per il Gruppo italiani di psicoanalisi.
Ha curato la traduzione di molte opere di psicoanalisti, fra cui Ernest Jones, Peter Blos, Baranes, Birraux, Braconnier, Chiland, Jeammet, Ladame, Laufer, Marohn, Raymond Cahn. Di quest'ultimo, essendone amico ed avendone curato la traduzione di tutti i libri, Novelletto ha fatto conoscere in Italia l'opera ed il pensiero.

## Opere
- Psichiatria psicoanalitica dell’adolescenza, Borla, 1986.
- Adolescenza e trauma, Borla, 1995.
- Adolescenza, amore, accoppiamento, Borla, 1992.
- Separazione e solitudine in adolescenza, Borla, 1997.
- L’adolescente violento. Riconoscere e prevenire l’evoluzione criminale, Franco Angeli, 2000.